# William Edwin Brooks
William Edwin Brooks (in de buurt van Dublin, 30 juli 1828 - Mount Forest, Ontario in Canada, 18 januari 1899) was een Brits civiel ingenieur in India en amateurornitholoog. Tussen 1856 en 1881 werkte hij Brits-Indië als bouwkundig ingenieur bij de spoorwegen en was zeer geïnteresseerd in de vogels van India. Hij legde een uitgebreide verzameling aan van natuurhistorische specimens. Deze collectie is overgedragen aan het British Museum. Hij schreef meer dan 50 vogelkundige artikelen en oogstte bewondering voor zijn zorgvuldige waarnemingen aan de geluiden van de diverse soorten boszangers. Hij beschreef tien nieuwe soorten vogels. In 1872 beschreef hij de in het Nederlands en Engels naar hem genoemde Brooks' bladkoning (Phylloscopus subviridis). Hij correspondeerde over zijn vondsten en waarnemingen met bekende natuuronderzoekers zoals Alfred Russel Wallace, Thomas C. Jerdon en Robert Christopher Tytler.
In 1881 ging hij met pensioen en verhuisde naar Canada. Tussen 1881 en 1887 woonde bij in Ontario, tussen 1887 en 1891 in British Columbia en daarna weer in Ontario.